# Tim Holt
Tim Holt, nome artístico de Charles John Holt III, (Beverly Hills, Califórnia, 5 de fevereiro de 1919 - Shawnee, Oklahoma, 15 de fevereiro de 1973), foi um ator estadunidense, conhecido não só por estrelar dezenas de faroestes B mas também por trabalhar com diretores de prestígio, como John Ford, John Huston e Orson Welles, entre outros.

## Biografia
Tim Holt passou a maior parte da infância no rancho da família, em Fresno e estreou no cinema em Fibra de Herói (The Vanishing Pioneer, 1928), estrelado por seu pai, Jack Holt. Em 1933 entrou para a Academia Militar de Culver, Indiana. Lá se destacou em vários esportes, como futebol americano, pólo e boxe, e também no teatro. Após voltar para a Califórnia, decidiu-se definitivamente pelo cinema, começando com um pequeno papel em A História Começou à Noite (History Is Made at Night, 1937). Sua carreira ganhou impulso ao participar de No Tempo das Diligências (Stagecoach, 1939), de John Ford. De 1941 a 1943 trabalhou em filmes importantes e estrelou uma festejada série de pequenos faroestes para a RKO, inclusive durante as licenças da Força Aérea, onde se alistara em 1942. Já como Tenente, Holt lutou no Pacífico durante a Segunda Guerra Mundial, tendo tomado parte em cinqüenta e nove missões a bordo de um bombardeiro B-29.
Depois de dar baixa em 1945, Holt voltou ao cinema, inicialmente em Paixão de Fortes (My Darling Clementine, 1946), outro filme de Ford. Entre 1948 e 1952 fez sua segunda e mais famosa série de faroestes para a RKO. Já fora do cinema, Holt mudou-se para um rancho no Oklahoma e trabalhou na televisão, inclusive no piloto da telessérie não aprovada, "Adventure in Java", com Charles Bronson. Nos anos 1960, foi executivo em Denver, Colorado. Em 1971 voltou para Oklahoma City, Oklahoma, onde assumiu o departamento comercial de uma emissora de rádio. Nesse mesmo ano fez sua última aparição no cinema, no policial This Stuff'll Kill Ya.
Em 1972 foi diagnosticado com câncer no cérebro, vindo a falecer em quinze de fevereiro do ano seguinte, em Shawnee, Oklahoma. Holt foi casado três vezes. Suas esposas foram: Virgina Mae Ashcroft (1938-1944), Alice Harrison (1944-1951) e Birdee Stephens, de 1957 até sua morte. Foi pai de três filhos: Jack, Bryanna e Jay.

## Carreira no cinema

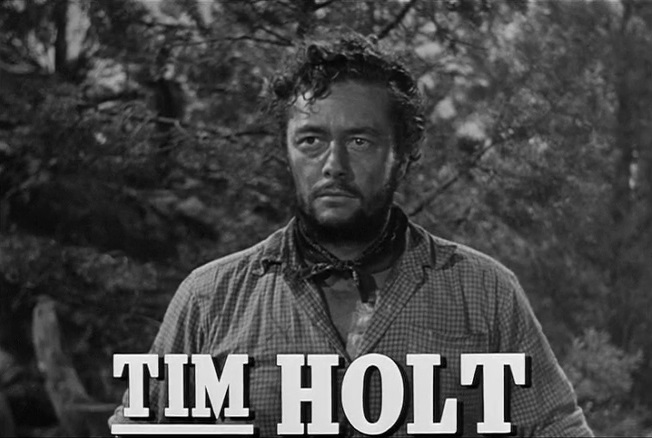
O ator no trailer de The Treasure of the Sierra Madre de 1948

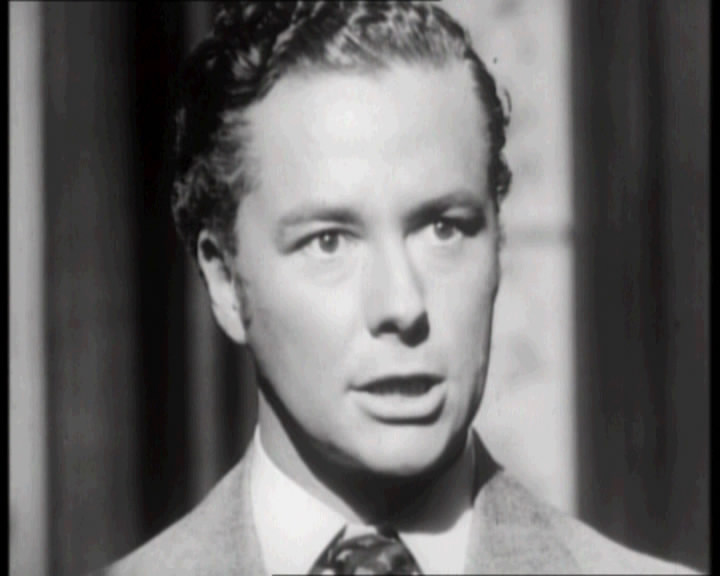
The Magnificent Ambersons de 1942

- The Magnificent Ambersons de 1942Ao contrário dos outros atores de faroestes B, Tim Holt sabia interpretar. Daí que tenha feito tantos filmes importantes, como Soberba (The Magnificent Ambersons, 1942), de Orson Welles, O Tesouro de Sierra Madre (The Treasure of Sierra Madre, 1948), de John Huston, além de No Tempo das Diligências (Stagecoach, 1939) e Paixão de Fortes (My Darling Clementine, 1946), ambos de John Ford. Apesar disso, Holt sempre voltava aos modestos faroestes, porque era disso que gostava e porque a vida glamurosa de Hollywood não tinha interesse para ele.
- Seus filmes eram produções bem cuidadas, que continuaram assim até o final, como sucedeu somente com Gene Autry e Roy Rogers. Cada produção custava em torno de noventa mil dólares e rendia até quinhentos mil.
- Holt teve vários sidekicks (companheiro, boboca, parceiro ou ajudante, no Brasil). A primeira série, entre 1941 e 1943, chegou a funcionar como um trio Western, com Ray Whitley (doze filmes) co-estrelando e cantando e Emmett Lynn (os quatro primeiros) e Lee "Lasses" White (os oito seguintes) fazendo o humor. As seis últimas fitas dessa fase foram feitas como dupla, com Cliff "Ukelele Ike" Edwards. Também na segunda série, de 1948 a 1952, Holt só teve um parceiro: o ator Richard Martin, no papel de Chito.
- Tim esteve entre os dez cowboys mais populares em 1941, 1942 e 1943 e depois de 1948 a 1952.
- Além de trabalhar com grandes diretores, Holt também contracenou com grandes atores: Barbara Stanwyck, Claire Trevor, Henry Fonda, Olivia de Havilland, Joseph Cotten, Victor Mature,  John Wayne, Humphrey Bogart etc.
- Os Filhos de Hitler (Hitler's Children, 1943) de Edward Dmytryk, um esforço de guerra patriótico estrelado por Holt, foi um dos maiores sucessos comerciais da história da RKO: custou menos de duzentos mil dólares e rendeu mais de cinco milhões.

## Quadrinhos

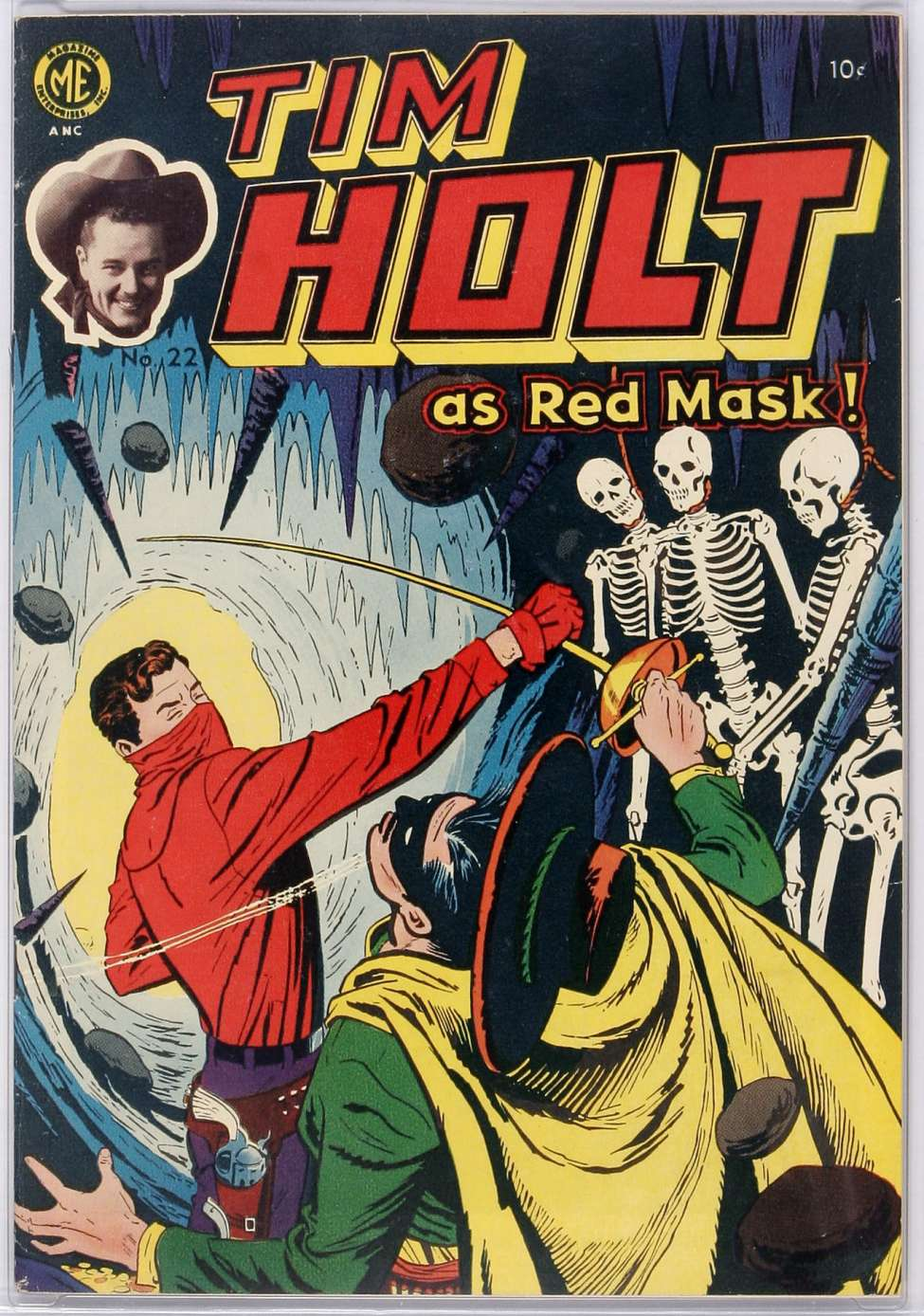
Tim Holt nos quadrinhos

Tim Holt se transformou em caubói herói de histórias em quadrinhos pela Magazine Enterprises, e depois de algum tempo adotaria uma identidade secreta: a do Red Mask ou Máscara Vermelha, criado pelo editor Ray Krank e desenhado por Frank Bolle.

## Filmografia
(Obs: Todos os títulos em português se referem a exibições no Brasil.)

### Como coadjuvante/secundário
- Fibra de Herói (The Vanishing Pioneer, 1928); faroeste estrelado pelo pai, Jack Holt
- A História Começou à Noite (History Is Made at Night, 1937); drama com Jean Arthur
- Stella Dallas, Mãe Redentora (Stella Dallas, 1937); drama estrelado por Barbara Stanwyck e dirigido por King Vidor
- Eu Quero Ser Tua (I Met My Love Again, 1938); drama com Joan Bennett e Henry Fonda
- Onde o Ouro se Esconde (Gold Is Where You Find It, 1938); faroeste estrelado por Olivia de Havilland e dirigido por Michael Curtiz
- No Campo Inimigo (The Renegade Ranger, 1938); faroeste estrelado por George O'Brien e Rita Hayworth
- O Filho do Desertor (Sons of the Legion, 1938); drama de baixo orçamento
- A Lei da Terra dos Bandoleiros (The Law West of Tombstone, 1938); faroeste estrelado por Harry Carey
- No Tempo das Diligências (Stagecoach, 1939); faroeste estrelado por John Wayne e dirigido por John Ford
- Espírito do Dever (Spirit of Culver, 1939); drama
- A Pomba e o Milhafre (The Girl and the Gambler, 1939); faroeste cômico
- A Garota da Quinta Avenida (Fifth Avenue Girl, 1939); comédia estrelada por Ginger Rogers
- Robinson Suíço (Swiss Family Robinson, 1940); aventura estrelada por Thomas Mitchell
- I Know For Sure, 1940; comédia dramática, curta-metragem
- Corações Humanos (Back Street, 1941); drama estrelado por Charles Boyer
- Soberba (The Magnificent Ambersons, 1942); drama estrelado por Joseph Cotten e dirigido por Orson Welles
- Paixão de Fortes (My Darling Clementine, 1946); faroeste estrelado por Henry Fonda e dirigido por John Ford
- O Tesouro de Sierra Madre (The Treasure of the Sierra Madre, 1948); aventura estrelada por Humphrey Bogart e dirigida por John Huston
- Seu Tipo de Mulher (His Kind of Woman, 1951); policial noir estrelado por Robert Mitchum
- This Stuff'll Kill Ya!, 1971; drama policial dirigido por Herschell Gordon Lewis

### Astro

#### Gêneros diversos
- Faro de Polícia (The Rookie Cop, 1939); policial
- A Floresta Encantada (Laddie, 1940); drama
- Os Filhos de Hitler (Hitler's Children, 1943); drama de ação dirigido por Edward Dmytryk
- O Monstro Que Desafiou o Mundo (The Monster That Challenged the World, 1957); ficção-científica

#### Faroestes B
- Jornada da Morte ou Emboscada da Caravana (Wagon Train, 1940)
- Punhos Contra Revólveres (The Fargo Kid, 1940)
- Vingança da Fronteira ou Através da Fronteira (Along the Rio Grande, 1941)
- Ladrões de Terras ou Ladrões de Rancho (Robbers of the Range, 1941)
- Ciclone a Cavalo (Cyclone on Horseback, 1941)
- Ladrões de Ouro (Six-Gun Gold, 1941)
- A Senda dos Renegados ou Trilha Sangrenta (The Bandit Trail, 1941)
- Mina de Dinheiro ou Vaqueiro Janota (Dude Cowboy, 1941)
- Galopando ao Vento ou Cavalgando ao Vento (Riding the Wind, 1942)
- Paraíso dos Bandoleiros (Land of the Open Range, 1942)
- Afrontando o Perigo (Come On, Danger, 1942)
- Cascos Trovejantes (Thundering Hoofs, 1942)
- Falso Delegado ou Jogada Infeliz (Bandit Ranger, 1942)
- Piratas dos Prados ou Rivalidade Perigosa (Pirates of the Prairie, 1942)
- Traidores da Lei (Fighting Frontier, 1943)
- Justiça Vingadora ou A Lei do Pistoleirto (Sagebrush Law, 1943)
- Cavaleiro Vingador (The Avenging Rider, 1943)
- Vingador Mascarado ou Robin Hood de Red River (Red River Robin Hood, 1943)
- Morros Trovejantes (Thunder Mountain, 1947)
- Montanhas Perigosas (Under the Tonto Rim, 1947)
- O Cavalo Selvagem (Wild Horse Mesa, 1947)
- Herança Fatal ou Herança do Oeste ou Herança da Planície (Western Heritage, 1948)
- Armas do Ódio (Guns of Hate, 1948)
- O Valente do Arizona ou A Volta de um Herói (The Arizona Ranger, 1948)
- O Agente da Morte ou Agente Índio (Indian Agent, 1948)
- Revólveres Fumegantes (Gun Smugglers, 1948)
- Irmãos na Sela ou Irmãos Diferentes (Brothers in the Saddle, 1949)
- Os Salteadores (Rustlers, 1949)
- Diligência Fatídica ou O Moço da Diligência (Stagecoach Kid, 1949)
- Bandidos Mascarados (Masked Raiders, 1949)
- Renegados do Oeste (The Mysterious Desperado, 1949)
- Cavaleiros da Audácia ou Os Planaltos Selvagens (Riders of the Range, 1950)
- Desfiladeiro Fatal (Dynamite Pass, 1950)
- Aventuras Ciclônicas (Storm Over Wyoming, 1950)
- Bandoleiros da Vingança (Rider from Tucson, 1950)
- Tesouro da Fronteira (Border Treasure, 1950)
- Patrulha do Rio Grande (Rio Grande Patrol, 1950)
- A Lei dos Maus (Law of the Badlands, 1951)
- Ginete Audacioso (Saddle Legion, 1951)
- Valentes Destemidos (Gunplay, 1951)
- Roubo no Rancho (Pistol Harvest, 1951)
- Balas da Vingança (Hot Lead, 1951)
- Sabotagem no Prado (Overland Telegraph, 1951)
- Guia Rural (Trail Guide, 1952)
- O Agente da Morte (Road Agent, 1952)
- Violência de Bandido (Target, 1952)
- Diligência Marcada (Desert Passage, 1952)